# Cap Spartivento (Sardaigne)
Pour les articles homonymes, voir Cap Spartivento.
Le cap Spartivento (« divise-vents ») est situé au sud-ouest de la Sardaigne et constitue la limite orientale du golfe de Teulada. Lee phare du cap Spartivento s'y élève.
Il se trouve à environ 5 km au sud-ouest de Chia. Ce promontoire est constitué de roche granitique. Il culmine à 66 mètres au-dessus du niveau de la mer. À l’est du cap se trouve la plage de Portu Simoni Gibudda, connue sous le nom de Cala Cipolla, bordée d’une végétation de pins et de genévriers. À l’ouest se trouvent les récifs i Padiglioni et les îlots Isolotti Ferraglione. La côte est rocheuse et parsemée de petites criques accessibles en bateau ou à pied.

## Source de la traduction
- (it) Cet article est partiellement ou en totalité issu de l’article de Wikipédia en italien intitulé « Capo Spartivento (Sardegna) » (voir la liste des auteurs).